# Empis macrorrhyncha
Empis macrorrhyncha är en tvåvingeart som beskrevs av Philippi 1865. Empis macrorrhyncha ingår i släktet Empis och familjen dansflugor. Inga underarter finns listade i Catalogue of Life.